# Rue du Chevet-Saint-Landry
La rue du Chevet-Saint-Landry est une ancienne rue de Paris, aujourd'hui disparue. Elle était située dans l'ancien 9e arrondissement (actuel 4e arrondissement), quartier de la Cité, sur l'île de la Cité. Elle a été absorbée par la rue d'Arcole.

## Origine du nom
La rue tient son nom de l'église Saint-Landry dont le chevet se trouvait sur la rue,.

## Situation
Au moment de sa disparition, cette rue commençait quai de la Cité (actuellement quai de la Corse à l'ouest et quai aux Fleurs) et finissait rue des Marmousets-en-la-Cité. 
Juste avant la Révolution française, elle faisait partie de la paroisse Saint-Landry, sauf les parcelles aux angles de la rue des Marmousets qui appartenaient à une exclave de la paroisse Saint-Jacques-la-Boucherie. Pendant la Révolution française, elle fait partie de la section de la Cité, qui devient le quartier de la Cité lors de la création de l'ancien 9e arrondissement en 1795.

## Historique
Cette rue portait déjà ce nom au XIIIe siècle. Elle commençait à l'origine dans la rue d'Enfer (une partie de cette rue existe encore sous le nom de « rue des Ursins »). 
En 1702, la rue, qui fait partie du quartier de la Cité, possède 7 maisons et 2 lanternes.
En 1769, il est prévu d'ouvrir un quai à l'emplacement de cette rue et d'aligner et élargir les rues entre ce nouveau quai et le parvis de la cathédrale. Mais le projet n'est pas réalisé. Le 29 vendémiaire an XII (22 octobre 1803), un arrêté prescrit à nouveau l'ouverture de ce quai qui prit successivement le nom de « quai Napoléon », « de la Cité » et à nouveau « Napoléon ».
En 1828, une passerelle piétonne, le premier pont d'Arcole, est ouverte à la circulation entre la rue du Chevet-Saint-Landry et la place de l'Hôtel-de-Ville. Le 4 mars 1834, une ordonnance royale fixe l'alignement des rues du Chevet-Saint-Landry et Saint-Pierre-aux-Bœufs afin qu'elles forment un axe unique entre ce pont et le parvis Notre-Dame. Les deux rues sont réunies pour former la rue d'Arcole le 13 février 1837. Les deux anciennes rues médiévales sont remplacées par une voie droite de 12 m de large bordée d'immeubles modernes.
Dans la seconde partie des années 1860, les immeubles de la partie sud de la rue d'Arcole, correspondant à l'ancienne rue du Chevet-Saint-Landry, sont détruits en vertu d'un décret du 22 mai 1865 afin de construire le nouvel Hôtel-Dieu,. L'actuelle rue d'Arcole et la partie nord-est de l'hôpital occupent l'emplacement de l'ancienne rue.